# Alexandra Lucas Coelho
Alexandra Lucas Coelho   (Lisboa, 1967) és una periodista i escriptora portuguesa.

## Trajectòria
Va néixer a Lisboa l'any 1967.
Va estudiar teatre a l'IFICT i Ciències de la Comunicació a la Universidade Nova de Lisboa. Va treballar com a corresponsal del diari Público, viatjant per l'Orient Mitjà i Àsia Central. Aquesta experiència jornalística ha estat retratada en els seus primers llibres, els relats de viatges Oriente Próximo i Caderno Afegão. Treballà durant 30 anys com a periodista, des del 1987. Va viure a Jerusalem i Rio de Janeiro del 2011 al 2014.
Com a reportera va cobrir l'URSS i Europa de l'Est, Bòsnia, Afganistan, Pakistan, Líban, Síria, Egipte, Turquia, Israel / Palestina, Índia, Moçambic, Sud-àfrica, Mèxic i Brasil. Durant deu anys va treballar a la ràdio, col·laborant també amb la RDP.
Va publicar la seva primera novel·la l'any 2012, E a noite roda.

### Treball a l'Orient Mitjà
L'any 2001 Coello va començar a viatjar regularment a l'Orient Mitjà i Àsia Central, i entre el 2005 i el 2006 va estar sis mesos a Jerusalem com a corresponsal a l'estranger de Público . Aquestes experiències van ser la base dels seus dos primers llibres, Oriente Próximo i Caderno Afegão. Viva México, publicat l'any 2010, recull el seu viatge per Mèxic i fou finalista al Premi Portugal Telecom.
Alexandra Lucas Coello també va contribuir a la preservació de la cultura de l'Orient Mitjà. El maig de 2015, va acompanyar un equip d'arqueòlegs al nord de l'Iraq per rescatar artefactes de Mesopotàmia, amenaçats de destrucció per l'Estat Islàmic, conegut com ISIS. Aquesta expedició va tenir lloc al camp de batalla del territori de l'ISIS a les antigues ruïnes de Palmira, Patrimoni de la Humanitat per la UNESCO a Síria. La campanya de l'ISIS va culminar amb la destrucció dels antics monuments de Palmira, i també amb la captura i decapitació de l'arqueòleg en cap d'aquesta zona, Khaled al-Asaad. Coelho escriu sobre la seva experiència en la divisió kurda i gihadista a l'assaig Saving Mesopotamia que va ser traduït per Jethro Soutar, un escriptor i traductor anglès de l'espanyol i el portuguès.

## Obres

### Viatges, cròniques i reportatges
- Oriente Próximo (2007). Relógio d`Água. 298 pàgs.
- Caderno Afegão (2009). Tinta da China. 336 pàgs
- Viva México (2010). Tinta da China. 400 pàgs. Ed. de Companhia das Letras en 2018.
- Tahrir! (2011). Tinta da China. 144 pàgs. Alexandra Lucas Coelho va viure la Revolució d'Egipte al Caire. Va estar i dormir a la Praza Tharir i fou allà on va veure a Hosni Mubarak caure del poder.
- Vai Brasil (2013). Tinta da China. 328 pàgs.
- Saving Mesopotamia (2015). Traduïda per Jethro Soutar.[8]
- Cinco Voltas na Bahia e um Beijo para Caetano Veloso (2019). Editorial Caminho. 272 pàgs. O libro da Bahia és l'últim volum d'una trilogia, els altres llibres són  Vai, Brasil (1) e Deus-dará (2).

### Novel·les
- E a Noite Roda (2012). Tinta da China. 248 pàgs. Ed. de Companhia das Letras, 2017.
- O Meu Amante de Domingo (2014). Tinta da China. 184 pàgs.
- Deus-dará (2016). Tinta da China. 568 pàgs.
- A Nossa Alegria Chegou (2018). Companhia das Letras. 200 pàgs.

### Infantil-juvenil
- Orlando e o Rinoceronte (2017). Alfaguara Portugal. 120 pàgs.
- Orlando e o Tambor Mágico. As Aventuras de Orlando N.2 (2019). Alfaguara Portugal. 160 pàgs.

## Premis
- 2005: Gran Premi Gazeta
- 2012: Gran Premi de Novel·la i Novel·la APE/ Direcció General del Llibre, Arxius i Biblioteques per E a Noite Roda.[9]
- També va obtenir el Club de Premsa Portuguès i la Casa da Imprensa.
- 2022: Premi Océanos amb l'obra de no-ficció Líbano, Labirinto.[10]